# Charles de Tornaco
Charles de Tornaco (Brussel, 7 juni 1927 - Modena, 18 september 1953) was een Belgisch Formule 1-coureur.
De Tornaco richtte met Jacques Swaters de Ecurie Belgique op. Nadat de Belgische automobielbond bezwaar maakte tegen de naam werd de naam veranderd in Ecurie Francorchamps.
Toen in 1952 de regels voor het wereldkampioenschap Formule 1 gewijzigd werden, kon het team zich voor Formule 1 Grand Prix' inschrijven. In de Grand Prix Formule 1 van België werd de Belg zevende met een Ferrari 500. In een niet-kampioenschapsrace in Chimay werd hij vierde achter het stuur van een HWM.
In 1953 reed hij in een Jaguar de 24 uren van Le Mans en werd negende. Tijdens de kwalificaties voor de Grand Prix in Modena rolde hij met zijn auto over de kop en kreeg zware verwondingen aan het hoofd en de nek. In die tijd waren de medische faciliteiten niet zo goed als tegenwoordig, waardoor De Tornaco onderweg naar het ziekenhuis in een privé personenauto stierf, slechts 26 jaar oud.